# HMS Västervik (T136/R136)

HMS Västerviks vapen

HMS Västervik (T136), senare (R136), var en av svenska marinens torped/robotbåtar. Hon var i tjänst mellan 1974 och 1997.

## Historia
HMS Västervik sjösattes 1975 på Karlskronavarvet och byggdes ursprungligen som torpedbåt men byggdes om till robotbåt 1982–1984 och betecknas därför som R136 på skrovet. Hon var en av 12 stycken torpedbåtar byggda 1973–1976 som ursprungligen gick under arbetsnamnet Spica II, men som senare blev kända som Norrköping-klassen. Samtliga fartyg fick stadsnamn. De var i förhållande till sin storlek tungt bestyckade och kunde med hjälp av hög hastighet framföras snabbt i och utanför den svenska skärgården.
HMS Västervik avrustades och togs ur tjänst i december 1997. Hon ligger idag förtöjd vid Marinmuseum i Karlskrona som museifartyg. Tanken är att hon skall bevaras som tidskapsel inför framtiden, allt interiört är orört sedan december 1997. Vid U 137:s grundstötning utanför Karlskrona oktober 1981 genomfördes förhör ombord med sovjetiska officerare och diplomater. Månaden innan hade HMS Västervik bevakat den sovjetiska storövningen Zapad 81 ute i Östersjön. 
En vänförening finns sedan år 2005 knuten till fartygets bevarande, HMS Västerviks Vänner.